# سيد علي جيلاني
سيد علي شاه جيلاني (29 سبتمبر 1929 -1 سبتمبر 2021) هو زعيم انفصالي كشميري، كان سابقًا عضوًا في الجماعة الإسلامية في كشمير، ثم أسس فيما بعد حزبه «تحريك الحريات»، وشغل منصب رئيس مؤتمر حرية جميع الأحزاب، والذي يضم مجموعة من الأحزاب الانفصالية في جامو وكشمير.

## نشأته
ولد جيلاني في بلدة بالقرب من بانديبوري شمال كشمير في 29 سبتمبر 1929، تلقى تعليمه في سوبور، وأنهى دراسته في الكلية الشرقية في لاهور (في باكستان حاليًا).

## النشاط السياسي
يُنظر إلى جيلاني كزعيم انفصالي رئيسي في كشمير، حيث ألقى عمر عبد الله رئيس وزراء جامو وكشمير السابق باللوم على جيلاني في تصاعد العنف والقتال في كشمير، في حين حث وزير الاتحاد السابق فاروق عبد الله جيلاني على اتباع طريق «إنقاذ كشمير من الدمار».  في أكتوبر 2013 تم انتخابه للمرة الرابعة لفترة ثلاث سنوات كرئيس لمؤتمر حرية جميع الأحزاب، والذي انقسم عام 2003. ثم أسس حزب تحريك الحريات.
دعا جيلاني إلى العديد من الإضرابات أو العيصانات المدنية العامة، ردًا على مقتل كشميريين مجهولي الهوية ومسلحين محليين ومقتل مدنيين في كشمير.
تلقى سيد علي شاه جيلاني الدعوة للمشاركة في الاجتماع السنوي لوزراء خارجية الدول الأعضاء في منظمة التعاون الإسلامي في 27 سبتمبر 2015.
وبعد وفاة برهان مظفر واني في 2016 دعا جيلاني إلى اعتصامات استمرت خمسة أشهر متتالية، وأرسل رسالة إلى الأمم المتحدة تتضمن ستة مطالب لإنهاء الاعتصامات. 
دعا جيلاني أهالي كشمير إلى مقاطعة انتخابات جامو وكشمير التشريعية التشريعية لعام 2014 بسبب رفض طلب الحكم الذاتي الذي عرضه حزب الشعب الديمقراطي والمؤتمر الوطني الحاكم آنذاك.
توفي جيلاني في 1 سبتمبر 2021
، ومنعت السلطات إقامة جنازة له، وصودر جثمانه ودفن بمعرفة السلطات. أقيمت في العاصمة الباكستانية إسلام آباد صلاة الغائب على جيلاني بتنظيم من حزب الجماعة الإسلامية.